# Canthon delgadoi
Canthon delgadoi är en skalbaggsart som beskrevs av Rivera-cervantes och Halffter 1999. Canthon delgadoi ingår i släktet Canthon och familjen bladhorningar. Inga underarter finns listade.